# Progomphus phyllochromus
Progomphus phyllochromus – gatunek ważki z rodziny gadziogłówkowatych (Gomphidae). Występuje na terenie Ameryki Południowej.